# فلیکس چونگ
فلیکس چونگ (انگلیسی: Felix Chong؛ زادهٔ ۱ ژانویهٔ ۱۹۶۸) کارگردان فیلم و فیلم‌نامه‌نویس اهل چین است.
از فیلم‌ها یا مجموعه‌های تلویزیونی که وی در آن‌ها نقش داشته‌است، می‌توان به پلیس‌های جن-وای و آخرین شمشیرزن اشاره نمود.